# Länsö
Länsö är en ö i norra Roslagen, Östhammars kommun, Börstils socken, Uppland. Ön ligger söder om Tuskö (Söderön), norr om Värlingsö, väster om Raggarön och cirka fem kilometer sydöst om Östhammar på andra sidan Östhammarsfjärden. Broförbindelse saknas till fastlandet.
Ön har genom landhöjningen vuxit ihop med de mindre öarna Frebbenholmen och Granskäret. Senare har muddring skett mellan Frebbenholm och Länsö så att det nu är möjligt att köra mindre båt mellan dessa öar. Dessutom har det tillkommit en bro mellan öarna.
Länsö tillhörde under 1550-talet Abraham Eriksson (Leijonhufvud). Ännu i början av 1900-talet fanns endast två gårdar på ön. Efter en brand 1961 vilken förstörde den gård som då ännu var i drift lades jordbruket på ön ned. Senare under 1900-talet har över 200 fritidsfastigheter avstyckats på ön.